# Robyn Lauren Brown
Robyn Lauren Brown, née le 27 juillet 1994 à Chino Hills (Californie), est une athlète américano-philippine spécialiste du 400 mètres haies et concourant pour les Philippines. En 2023, elle remporte son premier titre international en raflant l'or sur le 400 m haies aux championnats d'Asie.

## Biographie
Robyn Lauren Crisostomos Brown vient d'une famille de médecins. Son père, Kurtis Brown, est une thérapeute respiratoire tandis que sa mère Susana Crisostomo est une infirmière à Los Angeles. Elle est diplômée de la Ayala High School de Chino Hills avant d'intégrer l'Université d'Hawaï à Mānoa.

## Carrière
En 2019, elle remporte la médaille de bronze du 400 m haies, du 4 x 400 m féminin et du 4 x 400 m mixte aux Jeux d'Asie du Sud-Est de 2019. En mai 2022, Robyn Brown bat le record national de 57 s 57 du 400 m haies vieux de 31 ans détenu par Elma Muros depuis 1991, en courant 56 s 44 lors des Jeux d'Asie du Sud-Est de 2021 à Hanoï. Lors de cette compétition, elle remporte la médaille de bronze derrière les Vietnamiennes Quách Thị Lan (56 s 33) et Nguyễn Thị Huyền (56 s 41). Elle est également médaillée de bronze sur le 4 x 400 m.
Le 15 juillet 2023, elle remporte le 400 m haies lors des Championnats d'Asie en courant 57 s 50, devant les Japonaises Eri Utsunomiya (57 s 73) et Ami Yamamoto (57 s 66). C'est la première médaille d'or des Philippines depuis celle de Marestella Sunang en saut en longueur en 2009. Cette performance lui offre un billet pour les Mondiaux de Budapest le mois suivant. Il lui faut améliorer son chrono de 2,67 seconds pour espérer se qualifier aux Jeux olympiques d'été de 2024.
Quelques semaines auparavant, elle avait remporté l'argent sur la même distance aux Jeux d'Asie du Sud-Est de 2023 en 56 s 15. Elle est aussi médaillée d'argent sur le 4 x 400 m féminin et de bronze sur le 4 x 400 m mixte.
Lors de son passage aux Mondiaux, Brown finit 7e de sa série en 56 s 83 et ne réussit pas à se qualifier pour les demi-finales. Elle termine 35e sur 41 coureuses, le meilleur temps étant détenu par la Néerlandaise Femke Bol en 53 s 39.
Qualifiée pour les Jeux asiatiques de 2022 déplacés à octobre 2023, elle termine sa série du 400 m haies en 58 s 34, sécurisant sa place en finale. Elle termine finalement 6e de la finale.

## Palmarès
| Date | Compétition            | Lieu           | Place | Course        | Temps         |
| ---- | ---------------------- | -------------- | ----- | ------------- | ------------- |
| 2019 | Jeux d'Asie du Sud-Est | New Clark City | 3e    | 400 m haies   | 59 s 08       |
| 2019 | Jeux d'Asie du Sud-Est | New Clark City | 3e    | 4 x 400 m (f) | 3 min 43 s 41 |
| 2019 | Jeux d'Asie du Sud-Est | New Clark City | 3e    | 4 x 400 m (m) | 3 min 26 s 95 |
| 2022 | Jeux d'Asie du Sud-Est | Hanoï          | 2e    | 400 m haies   | 56 s 44       |
| 2022 | Jeux d'Asie du Sud-Est | Hanoï          | 2e    | 4 x 400 m (f) | 3 min 43 s 26 |
| 2023 | Jeux asiatiques        | Hangzhou       | 6e    | 400 m haies   | 57 s 55       |
| 2023 | Jeux asiatiques        | Hangzhou       | 5e    | 4 x 400 m (f) | 3 min 40 s 78 |
| 2023 | Championnats d'Asie    | Bangkok        | 1re   | 400 m haies   | 57 s 50       |
| 2023 | Jeux d'Asie du Sud-Est | Phnom Penh     | 2e    | 4 x 400 m (f) | 3 min 37 s 75 |
| 2023 | Jeux d'Asie du Sud-Est | Phnom Penh     | 2e    | 400 m haies   | 56 s 15       |